# NGC 993
NGC 993 (również NGC 994, PGC 9910 lub UGC 2095) – galaktyka eliptyczna (E-S0), znajdująca się w gwiazdozbiorze Wieloryba.
Odkrył ją Albert Marth 15 stycznia 1865 roku. Niezależnie zaobserwowana 17 października 1885 roku przez Lewisa Swifta, który uważał, że odkrył nowy obiekt i w wyniku tego błędu skatalogowana przez Dreyera po raz drugi jako NGC 994.